# Nokia 7110
Il Nokia 7110 è un telefono cellulare prodotto dall'azienda finlandese Nokia. Annunciato nel febbraio del 1999 e messo in commercio nell'ottobre dello stesso anno, fu il primo dispositivo ad avere un browser WAP e il primo dispositivo Nokia Serie 40.

## Caratteristiche
- Dimensioni: 125 × 53 × 24 mm
- Massa: 141 g
- Risoluzione display: 96 × 65 pixel
- Durata batteria in standby: 260 ore (10 giorni circa)
- Durata batteria in conversazione: 4, 5 ore
- Infrarossi